# Artistiskt språk
Artistiskt språk är ett  konstgjort språk som konstruerats av rent artistiska skäl. 
Exempel på artistiska språk är klingonska i TV-serien Star Trek, de konstruerade språken i filmen "Kampen om elden" skapade av Anthony Burgess, låtsasspråken i Tage Danielssons och Hans Alfredsons film "Picassos äventyr" och  J.R.R. Tolkiens olika språk i Sagan om Ringen. En typ är skämtspråk (även kallade lekspråk) som är konstgjorda språk som skapats i humoristiskt syfte. Ett känt skämtspråk, avsett att vara begripligt för svensktalande, är transpiranto, som förekommer i Grönköpings veckoblad.